# 閔智雅
閔智雅（韓語：민지아，1984年10月31日—），韓國女演員。

## 演出作品

### 電視劇
- 2004年：KBS《Drama City－濟州島的藍夜》
- 2005年：KBS《結婚》飾演 車恩希
- 2005年：KBS《這該死的愛情》飾演 李書妍
- 2006年：KBS《Drama City－貴子的話》
- 2010年：KBS《推奴》飾演 招福
- 2010年：KBS《Drama Special－偉大的桂春彬》
- 2010年：MBC Drama Net《別巡檢3》飾演 徐妍斗
- 2011年：KBS《Drama Special－特別搜查隊MSS（朝鲜语：특별수사대 MSS）》
- 2011年：KBS《Drama Special－Bilitis俱樂部的女兒們》
- 2011年：Channel A《天上花園GOMBAE嶺》
- 2012年：KBS《大王之夢》飾演 金寶姬
- 2012年：KBS《Drama Special－朋友中有犯人》
- 2013年：SBS《我戀愛的一切》飾演 鄭允熙
- 2013年：SBS《張玉貞，為愛而生》飾演 紅珠
- 2014年：tvN《高校處世王》飾演 敏貞
- 2014年：MBC《我人生的春天》飾演 尹秀晶
- 2014年：OCN《壞小子們》飾演 朴善婷
- 2014年：KBS《Drama Special－看書痴列傳》飾演 桂月
- 2015年：MBC《不屈的車女士》飾演 吳旼芝
- 2015年：KBS《記得你》飾演 朴志烷
- 2015年：KBS《拜託了，媽媽》飾演 孫幼京
- 2016年：SBS《Puck》飾演 智雅
- 2017年：tvN《名不虛傳》飾演 全載淑
- 2019年：tvN《成為王的男人》飾演 金尚宮
- 2022年：MBC《還有明天》飾演 林愈和
- 2022年：tvN《我們的藍調時光》飾演 吳海善
- 2023年：MBC《朝鮮律師》飾演 安氏
- 2023年：Disney+《Moving》飾演
- 2023年：MBC《戀人》飾演 仁玉
- 2023年：KBS《Drama Special－一半是謊言》飾演
- 2024年：JTBC《偶然成為家人》飾演 姜怡賢

### 電影
- 2008年：《宿命》
- 2012年：《我是殺人犯》飾演 鄭秀妍
- 2016年：《小哥》
- 2019年：《我身體裡的那個傢伙》飾演 韓瑞妍

### MV
- 2003年：成始璄《忍不下心》
- 2004年：成始璄《芳香記憶》

## 獲獎
- 2004年：KBS演技大賞－特輯單幕劇獎（濟州島的藍夜）

## 外部連結
- NAVER （页面存档备份，存于）
- 閔智雅me2day （页面存档备份，存于）
- 閔智雅Instagram